# True Blood-episoder
True Blood er en amerikansk drama tv-serie, der havde premiere på HBO den 7. september 2008. serien er skabt af Alan Ball, og serien baseret på The Southern Vampire Mysteries (også kendt som Sookie Stackhouse serien) af Charlaine Harris.
Serien kredser om Sookie Stackhouse (Anna Paquin), en telepatisk servitrice, der bor i den landlige by Bon Temps i Louisiana to år efter opfindelsen af et syntetisk blod kaldet Tru blood er vampyrerne ”komme ud af kisten" og har ladet deres tilstedeværelse blive kendt for menneskeheden. Nu er de kæmper for lige rettigheder og assimilation, mens anti-vampyr organisationer begynder at få magt. Sookie verden bliver vendt op og ned da hun forelsker sig i 173-årige vampyr Bill Compton (Stephen Moyer), og skal for første gang navigere igennem prøvelser, trængsler og rædsler af intimitet og relationer. Andre personer er Tara Thornton (Rutina Wesley), Sookies bedste ven som er skrap i munden, hendes skørtejæger bror Jason (Ryan Kwanten) og hendes boss Sam Merlotte shapeshifter (Sam Trammell). True Blood følger en føljeton format, hvor hver episode slutter på en cliffhanger, der fører direkte ind i den næste. Episode titler er taget fra navnet på en sang, der vises på soundtracket til den pågældende episode.

## Serie oversigt
| Sæson | Sæson | Episoder | Oprindeligt sendedato | Oprindeligt sendedato        | DVD and Blu-ray udgivelsesdatoer | DVD and Blu-ray udgivelsesdatoer | DVD and Blu-ray udgivelsesdatoer |
| Sæson | Sæson | Episoder | Først sendt           | Sidst sendt                  | Region 1                         | Region 2                         | Region 4                         |
| ----- | ----- | -------- | --------------------- | ---------------------------- | -------------------------------- | -------------------------------- | -------------------------------- |
|       | 1     | 12       | 7. september 2008     | 23. november 2008            | 19. maj 2009                     | 26. oktober 2009                 | 1. juli 2009                     |
|       | 2     | 12       | 14. juni 2009         | 13. september 2009           | 25. maj 2010                     | 17. maj 2010                     | 19. maj 2010                     |
|       | 3     | 12       | 13. juni 2010         | 12. september 2010           | 31. maj 2011                     | 23. maj 2011                     | 18. maj 2011                     |
|       | 4     | 12       | 26. juni 2011         | 11. september 2011           | 29. maj 2012                     | 21. maj 2012                     | 23. maj 2012                     |
|       | 5     | 12       | 10. juni 2012         | 26. august 2012              | 21. maj 2013                     | 20. maj 2013                     | 22. maj 2013                     |
|       | 6     | 10       | 16. juni 2013         | 18. august 2013 3. juni 2014 | 14. juni 2014 4. juni 2014       |                                  |                                  |
|       | 7     | 10       | 22. juni 2014         | TBA                          | TBA                              | TBA                              | TBA                              |

## Episode liste

### Sæson 1 (2008)
| Serie # | Sæson # | Titel                        | Instruktør           | Forfatter(e)  | Original sendedato |
| 1       | 1       | "Strange Love"               | Alan Ball            | Alan Ball     | 7. september 2008  |
| 2       | 2       | "The First Taste"            | Scott Winant         | Alan Ball     | 14. september 2008 |
| 3       | 3       | "Mine"                       | John Dahl            | Alan Ball     | 21. september 2008 |
| 4       | 4       | "Escape from Dragon House"   | Michael Lehmann      | Brian Buckner | 28. september 2008 |
| 5       | 5       | "Sparks Fly Out"             | Daniel Minahan       | Alexander Woo | 5. oktober 2008    |
| 6       | 6       | "Cold Ground"                | Nick Gomez           | Raelle Tucker | 12. oktober 2008   |
| 7       | 7       | "Burning House of Love"      | Marcos Siega         | Chris Offutt  | 19. oktober 2008   |
| 8       | 8       | "The Fourth Man in the Fire" | Michael Lehmann      | Alexander Woo | 26. oktober 2008   |
| 9       | 9       | "Plaisir d'Amour"            | Anthony M. Hemingway | Brian Buckner | 2. november 2008   |
| 10      | 10      | "I Don't Wanna Know"         | Scott Winant         | Chris Offutt  | 9. november 2008   |
| 11      | 11      | "To Love Is to Bury"         | Nancy Oliver         | Nancy Oliver  | 16. november 2008  |
| 12      | 12      | "You'll Be the Death of Me"  | Alan Ball            | Raelle Tucker | 23. november 2008  |

### Sæson 2 (2009)
| Serie # | Sæson # | Titel                     | Instruktør      | Forfatter(e)                     | Original sendedato |
| 13      | 1       | "Nothing but the Blood"   | Daniel Minahan  | Alexander Woo                    | 14. juni 2009      |
| 14      | 2       | "Keep This Party Going"   | Michael Lehmann | Brian Buckner                    | 21. juni 2009      |
| 15      | 3       | "Scratches"               | Scott Winant    | Raelle Tucker                    | 28. juni 2009      |
| 16      | 4       | "Shake and Fingerpop"     | Michael Lehmann | Alan Ball                        | 12. juli 2009      |
| 17      | 5       | "Never Let Me Go"         | John Dahl       | Nancy Oliver                     | 19. juli 2009      |
| 18      | 6       | "Hard-Hearted Hannah"     | Michael Lehmann | Brian Buckner                    | 26. juli 2009      |
| 19      | 7       | "Release Me"              | Michael Ruscio  | Raelle Tucker                    | 2. august 2009     |
| 20      | 8       | "Timebomb"                | John Dahl       | Alexander Woo                    | 9. august 2009     |
| 21      | 9       | "I Will Rise Up"          | Scott Winant    | Nancy Oliver                     | 16. august 2009    |
| 22      | 10      | "New World in My View"    | Adam Davidson   | Kate Barnow & Elisabeth R. Finch | 23. august 2009    |
| 23      | 11      | "Frenzy"                  | Daniel Minahan  | Alan Ball                        | 30. august 2009    |
| 24      | 12      | "Beyond Here Lies Nothin" | Michael Cuesta  | Alexander Woo                    | 13. september 2009 |

### Sæson 3 (2010)
| Serie # | Sæson # | Titel                             | Instruktør          | Forfatter(e)                     | Original sendedato |
| 25      | 1       | "Bad Blood"                       | Daniel Minahan      | Brian Buckner                    | 13. juni 2010      |
| 26      | 2       | "Beautifully Broken"              | Scott Winant        | Raelle Tucker                    | 20. juni 2010      |
| 27      | 3       | "It Hurts Me Too"                 | Michael Lehmann     | Alexander Woo                    | 27. juni 2010      |
| 28      | 4       | "9 Crimes"                        | David Petrarca      | Kate Barnow & Elisabeth R. Finch | 11. juli 2010      |
| 29      | 5       | "Trouble"                         | Scott Winant        | Nancy Oliver                     | 18. juli 2010      |
| 30      | 6       | "I Got a Right to Sing the Blues" | Michael Lehmann     | Alan Ball                        | 25. juli 2010      |
| 31      | 7       | "Hitting the Ground"              | John Dahl           | Brian Buckner                    | 1. august 2010     |
| 32      | 8       | "Night on the Sun"                | Lesli Linka Glatter | Raelle Tucker                    | 8. august 2010     |
| 33      | 9       | "Everything Is Broken"            | Scott Winant        | Alexander Woo                    | 15. august 2010    |
| 34      | 10      | "I Smell a Rat"                   | Michael Lehmann     | Kate Barnow & Elisabeth R. Finch | 22. august 2010    |
| 35      | 11      | "Fresh Blood"                     | Daniel Minahan      | Nancy Oliver                     | 29. august 2010    |
| 36      | 12      | "Evil Is Going On"                | Anthony Hemingway   | Alan Ball                        | 12. september 2010 |

### Sæson 4 (2011)
| Serie # | Sæson # | Titel                             | Instruktør          | Forfatter(e)  | Original sendedato |
| 37      | 1       | "She's Not There"                 | Michael Lehmann     | Alexander Woo | 28. juni 2011      |
| 38      | 2       | "You Smell Like Dinner"           | Scott Winant        | Brian Buckner | 3. juli 2011       |
| 39      | 3       | "If You Love Me, Why Am I Dyin'?" | David Petrarca      | Alan Ball     | 10. juli 2011      |
| 40      | 4       | "I'm Alive and On Fire"           | Michael Lehmann     | Nancy Oliver  | 17. juli 2011      |
| 41      | 5       | "Me and the Devil"                | Daniel Minahan      | Mark Hudis    | 24. juli 2011      |
| 42      | 6       | "I Wish I Was the Moon"           | Jeremy Podeswa      | Raelle Tucker | 31. juli 2011      |
| 43      | 7       | "Cold Grey Light of Dawn"         | Michael Ruscio      | Alexander Woo | 7. august 2011     |
| 44      | 8       | "Spellbound"                      | Daniel Minahan      | Alan Ball     | 14. august 2011    |
| 45      | 9       | "Let's Get Out of Here"           | Romeo Tirone        | Brian Buckner | 21. august 2011    |
| 46      | 10      | "Burning Down the House"          | Lesli Linka Glatter | Nancy Oliver  | 28. august 2011    |
| 47      | 11      | "Soul of Fire"                    | Michael Lehmann     | Mark Hudis    | 4. september 2011  |
| 48      | 12      | "And When I Die"                  | Scott Winant        | Raelle Tucker | 11. september 2011 |

### Sæson 5 (2012)
| Serie # | Sæson # | Titel                               | Instruktør          | Forfatter(e)    | Original sendedato |
| 49      | 1       | "Turn! Turn! Turn!"                 | Daniel Minehan      | Brian Buckner   | 10. juni 2012      |
| 50      | 2       | "Authority Always Wins"             | Michael Lehmann     | Mark Hudis      | 17. juni 2012      |
| 51      | 3       | "Whatever I Am, You Made Me"        | David Petrarca      | Raelle Tucker   | 24. juni 2012      |
| 52      | 4       | "We'll Meet Again"                  | Romeo Tirone        | Alexander Woo   | 1. juli 2012       |
| 53      | 5       | "Let's Boor and Rally"              | Michael Lehmann     | Angela Robinson | 8. juli 2012       |
| 54      | 6       | "Hopeless"                          | Daniel Attis        | Alan Ball       | 15. juli 2012      |
| 55      | 7       | "In the Beginning"                  | Michael Ruscio      | Brian Buckner   | 22. juli 2012      |
| 56      | 8       | "Somebody That I Used to Know"      | Stephen Moyer       | Mark Hudis      | 29. juli 2012      |
| 57      | 9       | "Everybody Wants to Rule the World" | Daniel Attis        | Raelle Tucker   | 5. august 2012     |
| 58      | 10      | "Gone, Gone, Gone"                  | Scott Winant        | Alexander Woo   | 12. august 2012    |
| 59      | 11      | "Sunset"                            | Lesli Linka Glatter | Angela Robinson | 19. august 2012    |
| 60      | 12      | "Save Yourself"                     | Michael Lehmann     | Alan Ball       | 26. august 2012    |

### Sæson 6 (2013)
| Serie # | Sæson # | Titel                  | Instruktør        | Forfatter(e)    | Original sendedato |
| 61      | 1       | "Who Are You, Really?" | Stephen Moyer     | Raelle Tucker   | 16. juni 2013      |
| 62      | 2       | "The Sun"              | Daniel Attis      | Angela Robinson | 23. juni 2013      |
| 63      | 3       | "You're No Good"       | Howard Deutch     | Mark Hudis      | 30. juni 2013      |
| 64      | 4       | "At Last"              | Anthony Hemingway | Alexander Woo   | 7. juli 2013       |
| 65      | 5       | "Fuck the Pain Away"   | Michael Ruscio    | Angela Robinson | 14. juli 2013      |
| 66      | 6       | "Don't You Feel Me"    | Howard Deutch     | Daniel Kenneth  | 21. juli 2013      |
| 67      | 7       | "In the Evening"       | Scott Winant      | Kate Barnow     | 28. juli 2013      |
| 68      | 8       | "Dead Meat"            | Michael Lehmann   | Robin Veith     | 4. august 2013     |
| 69      | 9       | "Life Matters"         | Romeo Tirone      | Brian Buckner   | 11. august 2013    |
| 70      | 10      | "Radioactive"          | Scott Winant      | Kate Barnow     | 18. august 2013    |

## Minisoder
HBO begyndte sende seks mini-episoder den 24. april 2010 for at føre op til sæson tre premieren.
| # | Titel                      | Forfatter(e) | Original sendedato |
| --- | -------------------------- | ------------ | ------------------ |
| 1 | "Eric & Pam"               | Alan Ball    | 24. april , 2010   |
| Eric og Pam afprøver nye dansere til Fangtasia. En specielt Yvetta, fanger Eriks opmærksomhed, også Pams, men Erik er ikke villig til at dele med sin sultne ven.            |                            |              |                    |
| 2 | "Jessica"                  | Alan Ball    | 3. maj , 2010      |
| Jessica er på jagt i et lokalt tilholdssted da hun bliver overfaldet af en mand, der begynder at forkynde Guds ord til hende.                                                |                            |              |                    |
| 3 | "Sookie, Tara & Lafayette" | Alan Ball    | 11. maj , 2010     |
| Sookie og Tara komme til at diskutere om farerne ved date en vampyr, Tara vil gerne vide, hvor Bills penge kommer fra. Lafayette griber ind, da diskussionen bliver ophedet. |                            |              |                    |
| 4 | "Sam"                      | Alan Ball    | 18. maj , 2010     |
| Sam føler behov for at markere sit territorium, samtidig med at ødelægge "The God Who Comes".                                                                                |                            |              |                    |
| 5 | "Bill"                     | Alan Ball    | 25. maj , 2010     |
| Mens Bill gør sig klar til at møde Sookie for deres date, får Bill besøg af en smykke salgskvinde (Beth Grant), der giver et uanstændigt forslag.                            |                            |              |                    |
| 6 | "Jason"                    | Alan Ball    | 2. juni , 2010     |
| Umiddelbart efter skydning af Eggs, beder Jason om hjælp fra Gud, Jesus, Maria Magdalene, Allah, Buddha, Confucius, Scientologi, aliens og Aslan (Løven fra Narnia).         |                            |              |                    |